# Jacques Émile Blanche

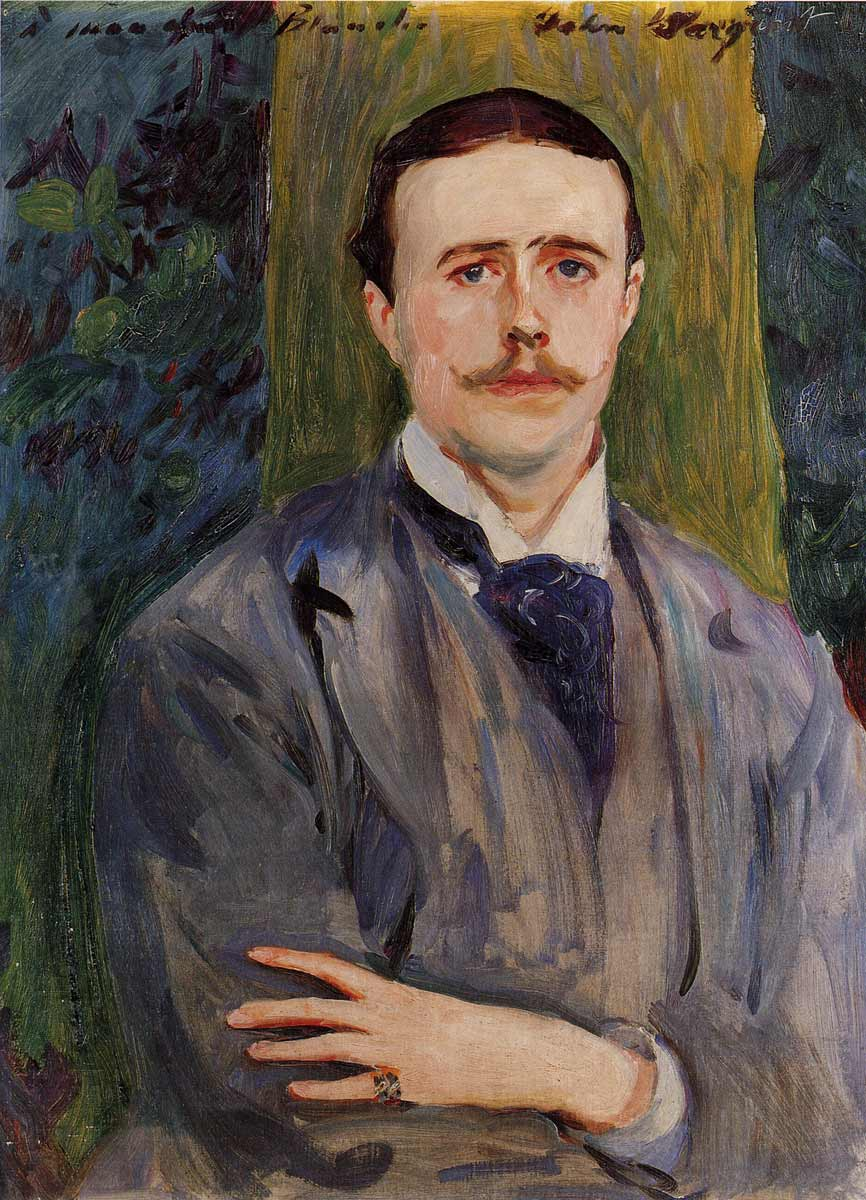
Jacques-Emile Blanche målad av John Singer Sargent

Jacques Émile Blanche, född den 1 februari 1861, död den 30 september 1942, var en fransk konstnär.
Blanche åtnjöt vid förra sekelskiftet högt anseende som en elegant porträtt- och blomstermålare med god komposition och klar färggivning i väl stämda toner. Till Luxembourggalleriet inköptes till exempel en gruppbild av Fritz Thaulow och hans familj, målad av Blanche. Blanche gjorde sig även känd som grafiker och som författare till kåserande, konsthistoriskt intressanta skrifter.